# Palpimanus cyprius
Palpimanus cyprius is een spinnensoort uit de familie Palpimanidae. De soort komt voor in Cyprus, Syrië en Israël.